# 마리나 시모니나
마리나 시모니나(러시아어: Марина Шмонина, 1965년 2월 9일 ~ )는 우즈베키스탄의 육상 선수로 소련을 대표했고 나중에 러시아를 대표했다. 그녀는 400m와 1600m 계주에서 전문적으로 활약했다.
우즈베키스탄 타슈켄트에서 태어난 시모니나는 1992년 하계 올림픽에 출전했다. 옐레나 루지나, 류드밀라 지갈로바, 올가 나자로바, 올가 브리즈기나의 계주 팀이 결승에서 우승하면서, 시모니나도 금메달을 획득했다. 시모니나는 올림픽 금메달을 획득한 최초의 우즈베키스탄 선수로서 우즈베키스탄 선수를 환영했다.

## 도핑
시모니나는 도핑으로 4년동안 선수 자격정지 처분을 받았다.

## 참조
- Sports Reference

1. ↑  [깨진 링크(과거 내용 찾기)]
2. ↑  “Sports Reference - 마리나 시모니나”. 2015년 9월 10일에 원본 문서에서 보존된 문서. 2016년 3월 16일에 확인함.